# Guilbaut Colas
Guilbaut Colas (Échirolles, 18 de junio de 1983) es un deportista francés que compitió en esquí acrobático, especialista en las pruebas de baches.
Ganó dos medallas en el Campeonato Mundial de Esquí Acrobático, oro en 2011 y plata en 2007.
Participó en dos Juegos Olímpicos de Invierno, ocupando el sexto lugar en Vancouver 2010 y el décimo en Turín 2006.

## Medallero internacional
| Campeonato Mundial | Campeonato Mundial            | Campeonato Mundial | Campeonato Mundial |
| Año                | Lugar                         | Medalla            | Competición        |
| ------------------ | ----------------------------- | ------------------ | ------------------ |
| 2007               | Madonna di Campiglio (Italia) | Medalla de plata   | Baches en paralelo |
| 2011               | Deer Valley (Estados Unidos)  | Medalla de oro     | Baches             |